# Alessandro Pesci
Alessandro Pesci (Roma, 9 ottobre 1960) è un direttore della fotografia italiano.

## Biografia
Dopo aver frequentato la Scuola di cinema Gaumont all'inizio degli anni ottanta, si è occupato di fotografia cinematografica e televisiva. Ha anche girato spot pubblicitari e documentari. È stato candidato al David di Donatello per la fotografia di N (Io e Napoleone) di Paolo Virzì e per Caos calmo di Antonello Grimaldi, e ha vinto il Nastro d'argento alla migliore fotografia, per Habemus Papam di Nanni Moretti.
Fa parte dell'associazione CCS - Collettivo Chiaroscuro.

## Filmografia

### Cinema
- Juke box, regia di Carlo Carlei, Antonello Grimaldi, Valerio Jalongo, Daniele Luchetti e altri (1985)
- Nulla ci può fermare, regia di Antonello Grimaldi (1988)
- La città dei nostri sogni, regia di Valerio Jalongo (1988)
- La cosa, regia di Nanni Moretti (1990)
- Tracce di vita amorosa, regia di Peter Del Monte (1990)
- Il portaborse, regia di Daniele Luchetti (1991)
- Rome Roméo, regia di Alain Fleischer (1992)
- Un'altra vita, regia di Carlo Mazzacurati (1992)
- Il toro, regia di Carlo Mazzacurati (1994)
- Se c'è rimedio perché ti preoccupi?, regia di Carlo Sarti, solo fotografia aggiunta, il film è firmato da Roberto Cimatti)
- L'unico paese al mondo, regia di Francesca Archibugi, Marco Tullio Giordana, Daniele Luchetti, Mario Martone e altri (1994), alcuni episodi (in altri la fotografia è di Alessio Gelsini)
- Bidoni, regia di Felice Farina (1995)
- La seconda volta, regia di Mimmo Calopresti (1995)
- I laureati, regia di Leonardo Pieraccioni (1995)
- Il cielo è sempre più blu, regia di Antonello Grimaldi (1996)
- Vesna va veloce, regia di Carlo Mazzacurati (1996)
- Il giorno della prima di Close Up di Nanni Moretti (1996)
- La mia generazione, regia di Wilma Labate (1996)
- Auguri professore, regia di Riccardo Milani (1997)
- La parola amore esiste, regia di Mimmo Calopresti (1998)
- L'estate di Davide, regia di Carlo Mazzacurati (1998)
- L'ultimo mundial, regia di Antonella Ponziani e Tonino Zangardi (1999)
- Baci e abbracci, regia di Paolo Virzì (1999)
- Ritratti: Mario Rigoni Stern, regia di Carlo Mazzacurati (1999), documentario su Mario Rigoni Stern
- Asini, regia di Antonello Grimaldi (1999)
- La guerra degli Antò, regia di Riccardo Milani (1999)
- Ritratti: Andrea Zanzotto, regia di Carlo Mazzacurati (2000), documentario su Andrea Zanzotto
- La lingua del santo, regia di Carlo Mazzacurati (2000)
- Domenica, regia di Wilma Labate (2001)
- A cavallo della tigre, regia di Carlo Mazzacurati (2002)
- Sulla mia pelle, regia di Valerio Jalongo (2003)
- L'uomo flessibile, regia di Stefano Consiglio (2003), documentario su Antonio Albanese
- N (Io e Napoleone), regia di Paolo Virzì (2006), nominato al David di Donatello
- Chacun son cinéma per l'episodio Diario di uno spettatore di Nanni Moretti (2007)
- Il dolce e l'amaro, regia di Andrea Porporati (2007)
- Caos calmo, regia di Antonello Grimaldi (2008), nominato al David di Donatello
- La straniera, regia di Marco Turco (2009)
- Dalla vita in poi, regia di Gianfrancesco Lazotti (2010)
- Habemus Papam, regia di Nanni Moretti (2011), Nastro d'argento alla migliore fotografia
- Maìn - La casa della felicità, regia di Simone Spada (2012)
- Noi e la Giulia, regia di Edoardo Leo (2015)
- Se mi lasci non vale, regia di Vincenzo Salemme (2016)

### Televisione
- Felipe ha gli occhi azzurri, regia di Gianfranco Albano e Felice Farina – miniserie TV (1991)
- Sotto la luna, regia di Franco Bernini – film TV (1998)
- Cuore, regia di Maurizio Zaccaro – miniserie TV (2001)
- Elisa di Rivombrosa, regia di Cinzia TH Torrini – serie TV (2003)
- Le stagioni del cuore, regia di Antonello Grimaldi – serie TV (2004)
- Don Gnocchi - L'angelo dei bimbi, regia di Cinzia TH Torrini – miniserie TV (2004)
- Fuga per la libertà - L'aviatore, regia di Carlo Carlei – film TV (2008)
- Le ali di Andrea Porporati – film TV (2008)
- Due mamme di troppo, regia di Antonello Grimaldi – film TV (2009)
- Il mostro di Firenze, regia di Antonello Grimaldi – miniserie TV (2009)
- Storia di Laura, regia di Andrea Porporati – film TV (2011)
- Il caso Enzo Tortora - Dove eravamo rimasti?, regia di Ricky Tognazzi – miniserie TV (2012)
- Il sistema, regia di Carmine Elia – miniserie TV (2016)
- La porta rossa, regia di Carmine Elia – serie TV (2017)
- Leonardo – serie TV (2021)
- Blanca – serie TV (2021-in corso)
- Buongiorno, mamma! - seconda stagione, regia di Alexis Sweet – serie TV (2023)

## Premi e riconoscimenti
- Ciak d'oro - 2008
  - Migliore fotografia per Caos calmo[2]